# Tuczno
Tuczno ['tuʈ͡ʂnɔ] (deutsch Tütz, früher auch Tietz) ist eine Kleinstadt im Powiat Wałecki (Deutsch Kroner Kreis)  der polnischen Woiwodschaft Westpommern mit etwa 1900 Einwohnern. Sie ist Sitz der nach ihr benannten Stadt-und-Land-Gemeinde.

## Geographische Lage
Die Stadt lag von 1807 bis 1945 in ganz im Westen der preußischen Provinz Westpreußen. Von etwa 1250 bis 1368 hatte sie zur Neumark gehört, dann von 1368 bis 1772 über vierhundert Jahre lang zu Großpolen. Sie liegt im Zentrum der Pojezierze Wałeckie (Kroner Seenplatte). Der Ort ist vom Lübtowsee, Tafelsee und Tützsee umgeben, die unterhalb des 152 Meter hohen Galgenberges und des 131 Meter Grünebergs liegen. Westlich des Ortes erstreckt sich der Nationalpark Drawa. Die nächstgelegene größere Stadt Wałcz (Deutsch Krone) ist 25 Straßenkilometer entfernt.

## Geschichte
|  |

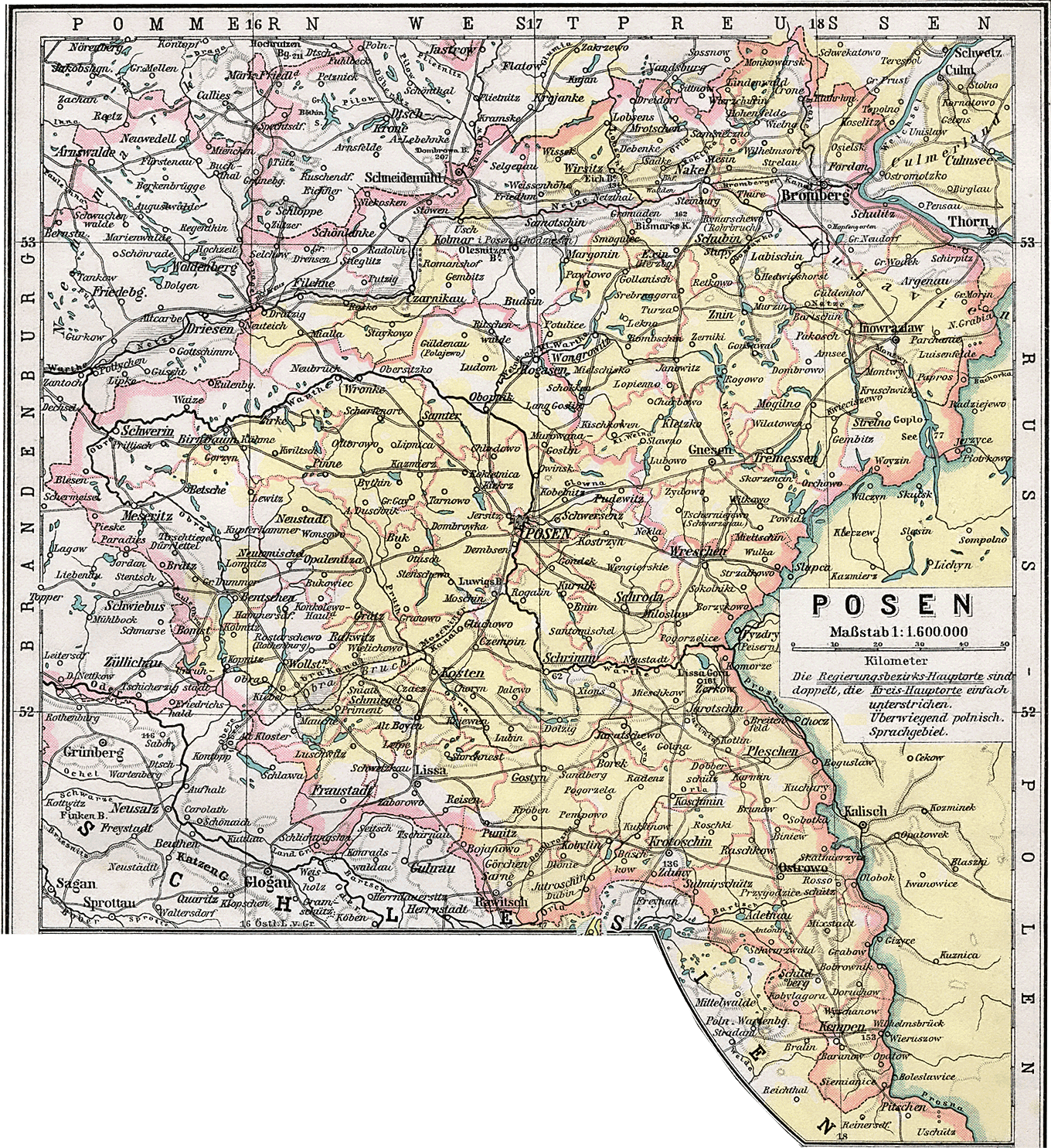
Tütz westlich der Stadt Schneidemühl auf einer Landkarte der Provinz Posen von 1905 (gelb markierte Flächen kennzeichnen Gebiete mit seinerzeit mehrheitlich polnischsprachiger Bevölkerung)

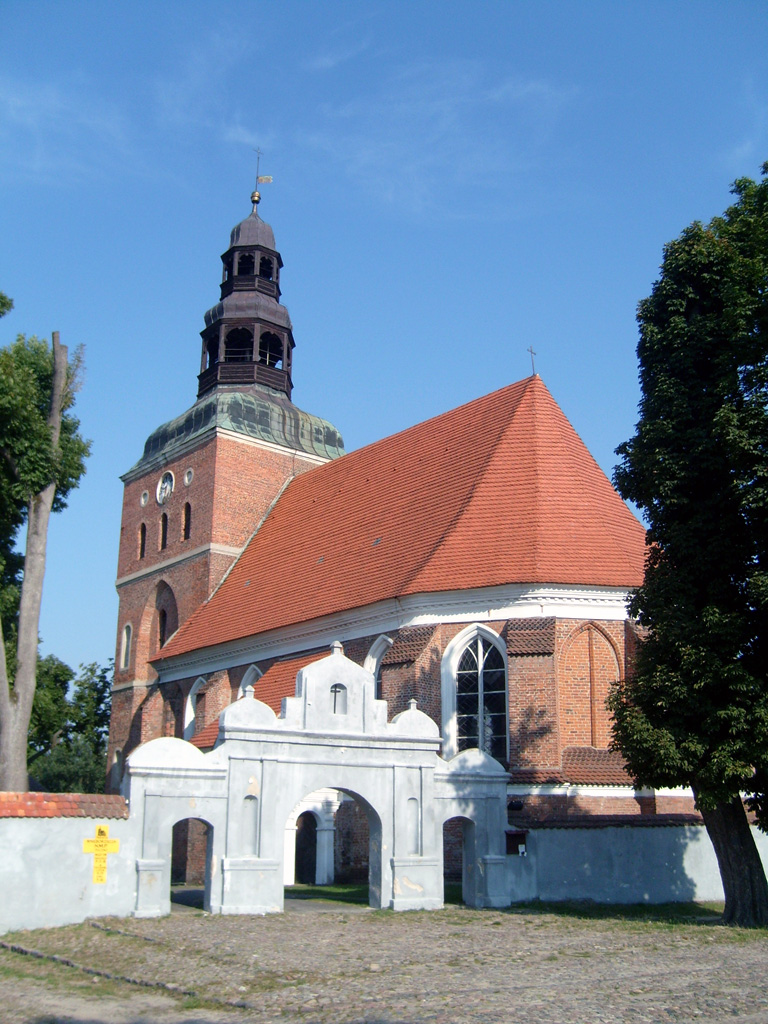
Stadtkirche (15. Jahrhundert)

Der Name der Stadt wird am besten von tok=Spring, Quell, überhaupt Alles, was sich in die Höhe hebt, schwillt, abgeleitet (vgl. das niederdeutsche Tutz=Kröte). So wandelte sich über die Jahrhunderte der Name wie folgt:
1337 Tenczik, 1341 Tencin, 1364 Thucz und Thucza, 1374 Thucz, 1602–1654 Tucno, 1783 Tietz und Tütz.  Die Bezeichnung Tütz setzte sich über die Jahre durch und wurde bis 1945 geführt.
Wie Ausgrabungen in den 1930er Jahren erwiesen haben, gab es an den Seen nördlich des Grüneberges  bereits im 7. Jahrhundert bewohntes  Land. Das Gebiet um das spätere Tütz gehörte bis in das 13. Jahrhundert hinein zum Einflussbereich pommerscher und polnischer Fürsten. Um 1250 hatten es die brandenburgischen Markgrafen in Besitz.   Um es urbar machen zu lassen,  gaben die Markgrafen  das Gebiet der Familie Wedel als Lehen. Bereits 1306 wird von dem Ort Tütz mit einem in Plattdeutsch abgefassten Stadtprivileg berichtet. 1331 verlieh Markgraf Ludwig von Brandenburg offiziell das Stadtrecht. Tütz wurde mit einer Befestigungsmauer und einer Doppelgrabenanlage versehen, und 1338 begannen die  Wedel mit dem Bau des Tützer Schlosses.
In den Folgejahren geriet die Stadt in die Auseinandersetzungen zwischen Brandenburg, Pommern und Polen, die um die Vorherrschaft im Gebiet zwischen Netze und Drage stritten.  Während eines polnischen Raubzugs 1364 wurde Tütz geplündert. 1368 verzichtete der brandenburgische Markgraf Otto der Faule auf die Gebiete östlich der Drage, zu denen auch Tütz gehörte, zugunsten Polens. Um 1395 wurde mit dem Bau der Stadtkirche begonnen. Von 1402 an gehörte Tütz zum Eigentum des Deutschen Ordens, kam aber nach dem Zweiten Thorner Frieden 1466 wieder in polnischen Besitz. Der Ort gehörte bis zur ersten Teilung Polens 1772 zum polnischen Staat und dort zum nördlichen Teil der Woiwodschaft Großpolen.
Der in Tütz ansässige Zweig der Familie Wedel war in den vierziger Jahren des 16. Jahrhunderts zum Protestantismus übergegangen. Schon eine Generation später wurden die Wedel-Tuczyński wieder katholisch und blieben es bis zu ihrem Aussterben im Jahr 1717. Die protestantische Phase des Ortes endete allmählich nach dem Tode von Stanisław Wedel-Tuczyński 1587. Dessen Vater Matthias hatte durch seine Heirat mit Katarzyna Danaborska-Krojanke die Wedel-Tütz in erheblichem Umfang polonisiert. Stanisławs Sohn und Erbe, Christoph Wedel-Tütz, war nach dem Tode seiner Mutter Katarzyna geb. Opalińska in einer katholischen Fraktion der Familie Opaliński in Posen aufgewachsen und dort zum entschiedenen Verfechter des Katholizismus geworden.
Mit seinem Bemühen um die Rekatholisierung von Tütz geriet Wedel-Tuczyński seit den neunziger Jahren in Streit nicht nur mit der protestantischen Bürgerschaft (deren Führer, den Bürgermeister und ein Ratsmitglied, er 1596 hinrichten ließ), sondern insbesondere mit den nach wie vor protestantischen Wedel-Friedland (Wedelski), einem im Norden der Woiwodschaft Großpolen benachbarten Familienzweig der Wedel. Die Wedel-Friedland waren seit Beginn des 14. Jahrhunderts in Friedland / Mirosławiec ansässig und in größerem Umfang auch in Tütz begütert. Diese Begüterung war Gegenstand zweier Teilungsverträge mit Wedel-Tuczyński, auch nachdem die Wedel-Friedland ihren Hauptsitz in Friedland 1593 verloren hatten. So wurde Tütz 1599 in eine katholische und eine evangelische Hälfte geteilt, und 1616 gevierteilt in drei katholische und einen protestantischen Teil. Zuletzt war der Ort zu einem Stützpunkt katholischen Glaubens im ostdragischen Land geworden.
In den Jahren zwischen 1608 und 1631 bauten die Wedel-Tuczyński ihr Schloss weiter aus, es entstanden ein linker und rechter Gebäudeflügel und ein weiterer Eckturm. Die nächsten Jahre brachten für den Ort schwere Katastrophen. 1624 starb die Hälfte der 1.100 Einwohner an der Pest, 1640 zerstörte ein Brand große Teile von Tütz mitsamt der Kirche, und im Polnischen-Schwedischen Krieg geriet der Ort zwischen die Fronten. 1707 suchte noch einmal die Pest die Bevölkerung heim.
Durch Artikel V des Warschauer Vertrags von 1773 wurde Tütz unter preußischer Herrschaft  wieder eine deutsche Stadt. Sie wurde zunächst im Netzedistrikt verwaltet. Nach der Neugliederung der preußischen Kreisverwaltung wurde die Stadt 1818 dem Kreis Deutsch Krone in Westpreußen zugeordnet. Fast die ganze Stadt fiel 1834 einem Großbrand zum Opfer, darunter auch die beiden Kirchen. Ab 1867 führte die neu erbaute Chaussee Falkenburg–Filehne durch Tütz, und mit der Eröffnung der Strecke Kallies–Deutsch Krone am 1. September 1888 erfolgte auch der Anschluss an das Eisenbahnnetz. Am Anfang des 20. Jahrhunderts hatte Tütz eine evangelische Kirche, eine katholische Kirche und eine Synagoge.
Nach dem Ersten Weltkrieg und dem damit verbundenen Verlust der preußischen Provinzen Posen und Westpreußen kam Tütz 1922 in die neu gebildete preußische Provinz Grenzmark Posen-Westpreußen, nach deren Auflösung 1938 zur preußischen Provinz Pommern. Von 1920 bis 1927 war im Tützer Schloss die katholische Administration für die bei Deutschland verbliebenen Reste der Diözesen Kulm und Gnesen (Freie Prälatur) untergebracht. Die landschaftlich reizvolle Umgebung ließ die Stadt in den 1930er Jahren zu einem Luftkurort heranwachsen.
Um 1930 gab es in Tütz drei Wohnstätten.
- Bahnhof Tütz
- Schloß Tütz
- Tütz

Gegen Ende des Zweiten Weltkriegs nahm am 11. Februar 1945 die Rote Armee nach schweren Kämpfen Tütz ein. Nach der Besetzung wurde die Innenstadt von sowjetischen Soldaten niedergebrannt. Wenige Wochen darauf wurde die Stadt seitens der sowjetischen Besatzungsmacht der Volksrepublik Polen zur Verwaltung überlassen. Die Stadt wurde unter der Ortsbezeichnung Tuczno verwaltet.  Es wanderten nun Polen zu. In der Folgezeit wurde die einheimische Bevölkerung von der polnischen Administration aus Tütz vertrieben.

### Demographie
| Jahr | Einwohner | Anmerkungen                                                                                              |
| ---- | --------- | --- |
| 1783 | 0361      | davon 104 Juden                                                                                          |
| 1804 | 0865      | davon 241 Juden                                                                                          |
| 1810 | 0609      | [ 8 ] |
| 1816 | 0821      | davon 153 Evangelische, 517 Katholiken und 151 Juden                                                     |
| 1821 | 0914      | [ 8 ] |
| 1839 | 1149      | davon 789 Katholiken, 279 Evangelische und 81 Juden                                                      |
| 1853 | 1280      | [ 9 ] |
| 1875 | 1908      | [ 10 ]                                                                                                   |
| 1880 | 2045      | [ 10 ]                                                                                                   |
| 1900 | 2113      | |
| 1905 | 2120      | meist Katholiken                                                                                         |
| 1910 | 2096      | [ 11 ]                                                                                                   |
| 1925 | 2244      | davon 531 Evangelische, 1679 Katholiken, 31 Juden und drei Einwohner ohne Angaben zum Glaubensbekenntnis |
| 1933 | 2712      | [ 10 ]                                                                                                   |
| 1939 | 2747      | [ 10 ]                                                                                                   |

| Jahr      | 2004 | 2020 |
| --------- | ---- | ---- |
| Einwohner | 2014 | 1919 |

### Altes Stadtwappen

Altes Stadtwappen

Blasonierung: „In Silber eine blaugekleidete Jungfrau, in jeder Hand ein rotes Rad emporhaltend.“
Es ist nur ein Siegel des Magistrats zu Tuetz von 1800 bekannt geworden, das diese Darstellung zeigt. Das Bild wurde offenbar zur Erinnerung daran gewählt, dass die Brüder Stanislaus und Christoph Wedel dem Orte im Jahre 1333 ein Privilegium erteilten, denn deren Wappen war ein Rad.

## Verkehr
Der Bahnhof an der Bahnstrecke Piła–Ulikowo liegt zwei Kilometer nördlich der Stadt und wird Tuczno Krajenskie genannt.

## Partnerschaft
- Gemeinde Märkische Heide (Deutschland, Brandenburg)

## Persönlichkeiten
- Georg Boguslav von Koethen (1722–1808), preußischer Generalmajor
- Heinrich Otto Jacobi (1815–1864), deutscher klassischer Philologe und Gymnasiallehrer
- Louis Ende (1840–1900), deutscher Baumeister
- Klemens Neumann (1873–1928), katholischer Pfarrer
- Josef Lissner (1923–2006), deutscher Radiologe
- Linde Salber (1944–2024), deutsche Psychologin und Autorin